# NGC 6247
NGC 6247 (другие обозначения — UGC 10572, ZWG 320.44, KAZ 98, IRAS16478+6303, PGC 59023) — галактика в созвездии Дракон.
Этот объект входит в число перечисленных в оригинальной редакции «Нового общего каталога».